# Hi-Standard
Hi-Standard ist eine Punkband aus Japan, die 1991 gegründet wurde.

## Geschichte
Die Mitglieder der Band sind Akira Tsuneoka (恒岡 章, Tsuneoka Akira; Schlagzeug), Akihiro Namba (難波 章浩, Namba Akihiro; Gesang und Bass) und Ken Yokoyama (横山 健, Yokoyama Ken; Gesang und Gitarre). Hi-Standard stehen beim Label Fat Wreck Chords unter Vertrag. In Japan hat die Band auch Veröffentlichungen auf Ken Yokoyamas eigenem Plattenlabel Pizza of Death Records herausgebracht, unter anderem von Husking Bee. Die Texte handeln entgegen dem Punk-Klischee meist von fröhlichen Themen. Einige ihrer Lieder sind „verpunkte“ Coverversionen, beispielsweise von den Bay City Rollers oder Rainbow. Nach 17-jähriger Schaffenspause erschien im Jahr 2017 das Album The Gift mit 14 Songs, die Japan-Edition enthält zudem zwei Bonustracks.
Am 14. Februar 2023 starb Akira Tsuneoka im Alter von 51 Jahren.

## Diskografie

### Alben
| Jahr | Titel             | Höchstplatzierung, Gesamtwochen, AuszeichnungChartsChartplatzierungen (Jahr, Titel, Platzierungen, Wochen, Auszeichnungen, Anmerkungen) | Anmerkungen                            |
| Jahr | Titel             | JP | Anmerkungen                            |
| ---- | ----------------- | --- | -------------------------------------- |
| 1995 | Growing up        | JP85 Platin · (7 Wo.)JP | Erstveröffentlichung: 1. November 1995 |
| 1997 | Last of Sunny Day | — | Erstveröffentlichung: 21. Februar 1997 |
| 1997 | Angry Fist        | JP4 Gold · (16 Wo.)JP | Erstveröffentlichung: 14. Mai 1997     |
| 1999 | Making The Road   | JP3 Platin · (31 Wo.)JP | Erstveröffentlichung: 30. Juni 1999    |
| 2017 | The Gift          | JP1 Gold · (24 Wo.)JP | Erstveröffentlichung: 4. Oktober 2017  |

### Singles
| Jahr | Titel Album                 | Höchstplatzierung, Gesamtwochen, AuszeichnungChartsChartplatzierungen (Jahr, Titel, Album, Platzierungen, Wochen, Auszeichnungen, Anmerkungen) | Anmerkungen                             |
| Jahr | Titel Album                 | JP | Anmerkungen                             |
| ---- | --------------------------- | --- | --------------------------------------- |
| 1996 | The Kids are Alright –      | JP54 (3 Wo.)JP | Erstveröffentlichung: 1. September 1996 |
| 2000 | Love Is A Battlefield –     | JP3 ×3Dreifachplatin · (20 Wo.)JP | Erstveröffentlichung: 5. April 2000     |
| 2016 | Another Starting Line –     | JP1 Platin · (22 Wo.)JP | Erstveröffentlichung: 5. Oktober 2016   |
| 2016 | Vintage & New, Gift Shits – | JP3 Gold · (19 Wo.)JP | Erstveröffentlichung: 7. Dezember 2016  |

### Videoalben
| Jahr | Titel                                      | Höchstplatzierung, Gesamtwochen, AuszeichnungChartsChartplatzierungen (Jahr, Titel, Platzierungen, Wochen, Auszeichnungen, Anmerkungen) | Anmerkungen                              |
| Jahr | Titel                                      | JP | Anmerkungen                              |
| ---- | ------------------------------------------ | --- | ---------------------------------------- |
| 2002 | Attack From The Far East                   | — | Erstveröffentlichung: 22. Mai 2002       |
| 2002 | Attack From The Far East 2                 | — | Erstveröffentlichung: 22. Mai 2002       |
| 2012 | Live at Air Jam 2011                       | JP1 Gold · (44 Wo.)JP | Erstveröffentlichung: 22. Februar 2012   |
| 2013 | Live at Tohoku Air Jam 2012                | JP1 (44 Wo.)JP | Erstveröffentlichung: 11. September 2013 |
| 2017 | Live at Air Jam 2000                       | JP1 (24 Wo.)JP | Erstveröffentlichung: 4. Oktober 2017    |
| 2020 | Sounds Like Shit: The Story of Hi–Standard | JP1 (28 Wo.)JP | Erstveröffentlichung: 22. April 2022     |

## Belege
1. ↑  Screeching Bottlerocket: DS News: Hi-Standard drummer Akira Tsuneoka has passed away. 15. Februar 2023, abgerufen am 15. Februar 2023 (amerikanisches Englisch).
2. 1 2 3  Chartquellen: JP
3. 1 2 3  Auszeichnungen für Musikverkäufe: JP